# Rude Pribićke
Rude Pribićke is een plaats in de gemeente Krašić in de Kroatische provincie Zagreb. De plaats telt 39 inwoners (2001).